# 월드잡플러스
월드잡플러스는 공공기관인 한국산업인력공단이 운영하는 '해외취업포털사이트'이다.

## 개요
한국산업인력공단은 국내인력의 해외노동시장 진출을 촉진하기 위하여 1998년부터 정부차원의 공공 해외취업사업을 수행해 오고 있다. 해외취업 연수과정 운영, 해외취업 알선사업 등 구인·구직자를 대상으로 해외취업에 관한 서비스를 제공하고 있다.

## K-MOVE 멘토단
고용노동부는 월드잡플러스를 통해 'K-MOVE 멘토단'을 모집, 운영하고 있다. 'K-MOVE 멘토단'은 해위 취업을 하고 싶어도 무엇을, 어떻게 해야 할지 모르는 청년들에게 언어·직무 등 취업에 필요한 역량과 해외 취업에 필요한 준비사항, 현지 정보 등을 들려줌으로써 청년들의 해외 취업을 지원하기 위해 만들어졌다.

## 같이 보기
- 한국산업인력공단
- 해외건설협회
- 농촌진흥청
- 여성가족부
- 외교통상부

## 국내 취업사이트
- 건설워커
- 메디컬잡
- 미디어잡
- 사람인
- 샵마넷
- 이엔지잡
- 인크루트
- 잡코리아